# Rainulphe d'Osmond
Eustache Charles Gabriel Rainulphe Osmond, cuarto marqués de Osmond, (Versalles, 29 de julio de 1788 - París, 8 de octubre de 1862), fue un noble y militar francés.

## Biografía
Hijo de René Eustache, 3er Marqués de Osmond (1751-1838) y Eleanor Dillon (1753-1831), y el hermano menor de la futura condesa de Boigne.
El teniente coronel de caballería sirvió al mando del duque de Angulema, en España durante la Expedition d'Espagne, conocida en España como los Cien Mil Hijos de San Luis.
Se casó 25 de noviembre de 1817, con una de las herederas más ricas en Francia, Aimee Caroillon des Tillières (1797-1853), que poseía carácter modesto y gentil, pero un físico desgraciado. Tuvieron dos hijos:
- Jeanne Marie Charlotte Eustachine (1827-1899), casado con Jacquelin de Maillé La Tour-Landry (1815-1874), duque de Maille;
- Rainulphe Eustache Marie (1829-1891), que se casó con Marie Josephine Tardieu Maleyssie; Tuvieron un hijo, Eustace Conrad Osmond (1855-1904) murió sin alianza; por lo que fueron los descendientes del Duques de Maillé que heredó la fortuna de Carvillon de Tillières.

## Empleos y órdenes

### Empleos
- 1815 - Jefe de Escuadrón.
- 1815 - Ayudante de campo del S.A.R. Mons. el Duque de Angulema.[2]
- 1823 - Gentilhombre de Honor honorario de S.A.R. Mons. el Duque de Angulema (Gentilhomme d'Honneur honoraire de S.A.R. Mgr. le Duc d'Angoulême)
- 1823 - Teniente Coronel (Lieutenant-Coronel)
- 1824 - Menino del Mons. el Delfín (Menin de Mgr. le Dauphin)[2]

### Órdenes

#### Reino de Francia
- Caballero de la Orden de San Luis.[2]
- 16 de julio de 1815:  Oficial de la Orden Real de la Legión de Honor.[2]

#### Extranjeras
- Caballero de la Orden Laureada de San Fernando. (Reino de España)
- Caballero  de la Orden de los Santos Mauricio y Lázaro. (Reino de Cerdeña)